# Rieste
Rieste er en kommune med godt 3.300 indbyggere (2013) beliggende i Samtgemeinde Bersenbrück, i den nordlige del af Landkreis Osnabrück, i den tyske delstat Niedersachsen.

## Geografi
Rieste er en statanerkendt rekreeationsby i det nen nordlige del af Osnabrücker Land. Floden Hase løber gennem kommunen fra syd mod nord, og er delt i Hohe og Tiefe Hase. Mod vest hører 5 % af arealet af Alfsee til Rieste.

### Nabokommuner
Rieste grænser mod nord til Gehrde og Bersenbrück, mod vest til Alfhausen, mod yd til Bramsche og mod øst til Neuenkirchen-Vörden i Landkreis Vechta.

### Inddeling
I kommunen ligger ud over Rieste den lille bebyggelse Bieste.